# Sarascelis junquai
Sarascelis junquai is een spinnensoort uit de familie Palpimanidae. De soort komt voor in Ivoorkust.